# Lyfa Trinbræt
Lyfa Trinbræt var et uofficielt trinbræt på Frederikssundsbanen mellem Måløv og Veksø stationer, nær den nuværende Kildedal Station til brug for arbejderne på fabrikken LYFA. Trinbrættet eksisterede 1959-1976 og betjentes nogle få gange dagligt.
Trinbrættet står stadig i dag, få hundrede meter før Kildedal station i retning mod Frederikssund, dog i voldsomt forfald.
| Jernbane | Spire Denne jernbaneartikel er en spire som bør udbygges. Du er velkommen til at hjælpe Wikipedia ved at udvide den. |

55°45.103′N 12°17.448′Ø / 55.751717°N 12.290800°Ø
|  | Denne artikel om stationen Lyfa Trinbræt kan blive bedre, hvis der indsættes et (bedre) billede. Du kan hjælpe ved at afsøge Wikimedia Commons for et passende billede eller uploade et godt billede til Wikimedia Commons iht. de tilladte licenser og indsætte det i artiklen. |